# 比拉德坎斯
比拉德坎斯（西班牙语）是西班牙加泰罗尼亚巴塞罗那省的一个市镇。总面积20平方公里，总人口65444人（2013年），人口密度3262人/平方公里。